# مارك ساتين
مارك إيفور ساتين (بالإنجليزية: Mark Satin)‏ (وُلد في 16 نوفمبر 1946) ناشر، ومؤلف، ومنظِّر سياسي أمريكي. يشتهر ساتين بمساهمته في تطوير ونشر ثلاثة منظورات سياسية- اللاعنفية في ستينيات القرن العشرين، وسياسة العصر الجديد في سبعينيات وثمانينيات القرن العشرين، والوسطية الراديكالية في تسعينيات القرن العشرين والعقد الأول من القرن الحادي والعشرين. يُنظر أحيانًا إلى أعمال ساتين على أنها تتجه نحو أيديولوجية سياسية جديدة، وتُوصف في كثير من الأحيان بأنها أعمال «تحويلية»، أو أعمال «ما بعد ليبرالية»، أو أعمال «ما بعد ماركسية». يدعو أحد المؤرخين كتابات ساتين بالكتابات «ما بعد العصرية».
بعد الهجرة إلى كندا في سن العشرين لتجنب الخدمة في حرب فيتنام، شارك ساتين في تأسيس برنامج مناهضة التجنيد في تورنتو، والذي ساعد في جلب مقاومي الحرب الأميركيين إلى كندا. كتب أيضًا كتيب دليل المهاجرين إلى كندا في سن الخدمة العسكرية (1968)، والذي باع منه نحو 100,000 نسخة. بعد فترة وصفتها الكاتبة مارلين فيرغسون بأنها فترة تجربة ساتين «المعادية للطموح»، كتب ساتين كتاب سياسة العصر الجديد (1978)، والذي يشير إلى «قوة ثالثة» ناشئة في أمريكا الشمالية تسعى وراء أهداف مثل العيش البسيط، واللامركزية، والمسؤولية العالمية. نشر ساتين أفكاره من خلال المشاركة في تأسيس منظمة سياسية أميركية، التحالف العالمي الجديد، وعبر نشر نشرة إعلامية سياسية دولية تحت عنوان نيو أوبشنز. شارك ساتين أيضًا في صياغة البيان التأسيسي، «القيم العشر الأساسية»، لحزب الخضر الأمريكي.
بعد فترة من خيبة الأمل السياسي، قُضيت، على نحو رئيسي، في كلية الحقوق وممارسة قانون الأعمال، أطلق ساتين نشرة إعلامية سياسية جديدة وكتب كتابًا بعنوان الوسطية الراديكالية (2004). ينتقد فيهما التحزبية السياسية ويسعى إلى تعزيز التعلم المتبادل والتوليفات السياسية المبتكرة عبر الانقسامات الاجتماعية والثقافية. في مقابلة صحفية، يقارن ساتين الشعار الراديكالي القديم «أن تجرؤ على النضال، يعني أن تجرؤ على الفوز» مع نسخته الوسطية الراديكالية «أن تجرؤ على التوليف، يعني أن تجرؤ على أخذ كل شيء».
وُصف ساتين بأنه شخص «واسع الخيال» و«انفعالي»، وكانت جميع مبادراته مثيرة للجدل. عارض العديد من أعضاء حركة مناهضي حرب فيتنام جلبه مقاومي الحرب إلى كندا. لم يرحب الكثيرون من اليسار أو اليمين التقليديين بكتابه سياسة العصر الجديد، وأزعج كتابه الوسطية الراديكالية شريحة أعرض من المجتمع السياسي الأميركي. حتى حياة ساتين الشخصية كانت مثيرة للجدل.

## السنوات المبكرة
جاء العديد من الراديكاليين الأمريكيين في منتصف ستينيات القرن العشرين من المدن الصغيرة في منطقتي الغرب الأوسط والجنوب الغربي، مثلما هو الحال مع ساتين: الذي نشأ في مدينة مورهد، بولاية مينيسوتا، وفي مدينة ويتشيتا فولز، بولاية تكساس. كان والده، الذي شهد المعارك في الحرب العالمية الثانية، أستاذًا جامعيًا ومؤلفًا لكتاب مدرسي عن الحضارة الغربية في حقبة الحرب الباردة. كانت والدة ساتين ربة منزل.
في فترة شبابه، كان ساتين شابًا مضطربًا ومتمردًا، ولم يتغير سلوكه بعد مغادرته الجامعة. في أوائل عام 1965، ترك جامعة إلينوي بعمر 18 عام، للعمل مع لجنة التنسيق الطلابية اللاعنفية في هولي سبرينغز بولاية مسيسيبي. في وقت لاحق من تلك السنة، طُلب منه مغادرة جامعة ميدويسترن الحكومية في تكساس لرفضه توقيع قسم الولاء لدستور الولايات المتحدة. في عام 1966 أصبح رئيسًا لفرع منظمة طلاب من أجل مجتمع ديمقراطي في جامعة ولاية نيويورك في بينغهامتون، وساعد في استقدام ما يقرب من 20% من الطلاب للانضمام إلى الجامعة. بعد فصل دراسي واحد، غادر الجامعة ثم هاجر إلى كندا لتجنب أداء الخدمة العسكرية في حرب فيتنام.
قبل أن يغادر ساتين لكندا، أخبره والده أنه يحاول تدمير نفسه. قالت أمه لمجلة جريدة منزل السيدات إنها لا تستطيع التغاضي عن تصرفات ابنها. يقول ساتين أنه وصل إلى كندا وهو يشعر بالحيرة وعدم الدعم. وفقًا لروايات صحفية، وصل العديد من مقاومي الحرب الفييتناميين وهم يشعرون بنفس الشعور إلى حد كبير.

## أواخر حياته
تغيرت الحياة ساتين بعد كتابة ونشر كتابه الوسطية الراديكالية. في عام 2006، انتقل، وهو في سن الستين، من واشنطن العاصمة إلى منطقة خليج سان فرانسيسكو ليتصالح مع والده الذي ظل معزولًا عنه قرابة الأربعين عامًا. قال ساتين لأحد المراسلين: «بالنظر إلى الوقت والتجربة، أستطيع أن أرى أن [والدي] كما لو كان فقط غير حاضر في وقت تناول طعام الغداء». في وقت لاحق من تلك السنة وجد ساتين شريك حياته الوحيد. وهو يصف ذلك بأنه «ليس من قبيل المصادفة».
في عام 2009 كشف ساتين أنه كان يفقد بصره نتيجة الاستسقاء البقعي واعتلال الشبكية السكري. توقف عن إنتاج النشرة الإعلامية الوسطية الراديكالية، لكنه عبّر عن رغبته في كتابة كتاب سياسي أخير. في الفترة من عام 2009 إلى عام 2011، قدم محاضرات متفرقة كضيف زائر عن «الحياة والأيديولوجيات السياسية» في فصول دراسات السلام بجامعة كاليفورنيا في بيركلي. في عام 2015 ساعد في إصدار «طبعة الذكرى الأربعين» لكتابه سياسة العصر الجديد، وفي عام 2017 ساعد في إصدار طبعة الذكرى الخمسين لكتيبه دليل المهاجرين إلى كندا في سن الخدمة العسكرية.